# Harpactira dictator
Harpactira dictator là một loài nhện trong họ Theraphosidae.
Loài này thuộc chi Harpactira. Harpactira dictator được William Frederick Purcell miêu tả năm 1902.